# Eicosanolid
Eicosanolid ist ein Naturstoff aus der Gruppe der Lactone bzw. Makrolide.

## Vorkommen

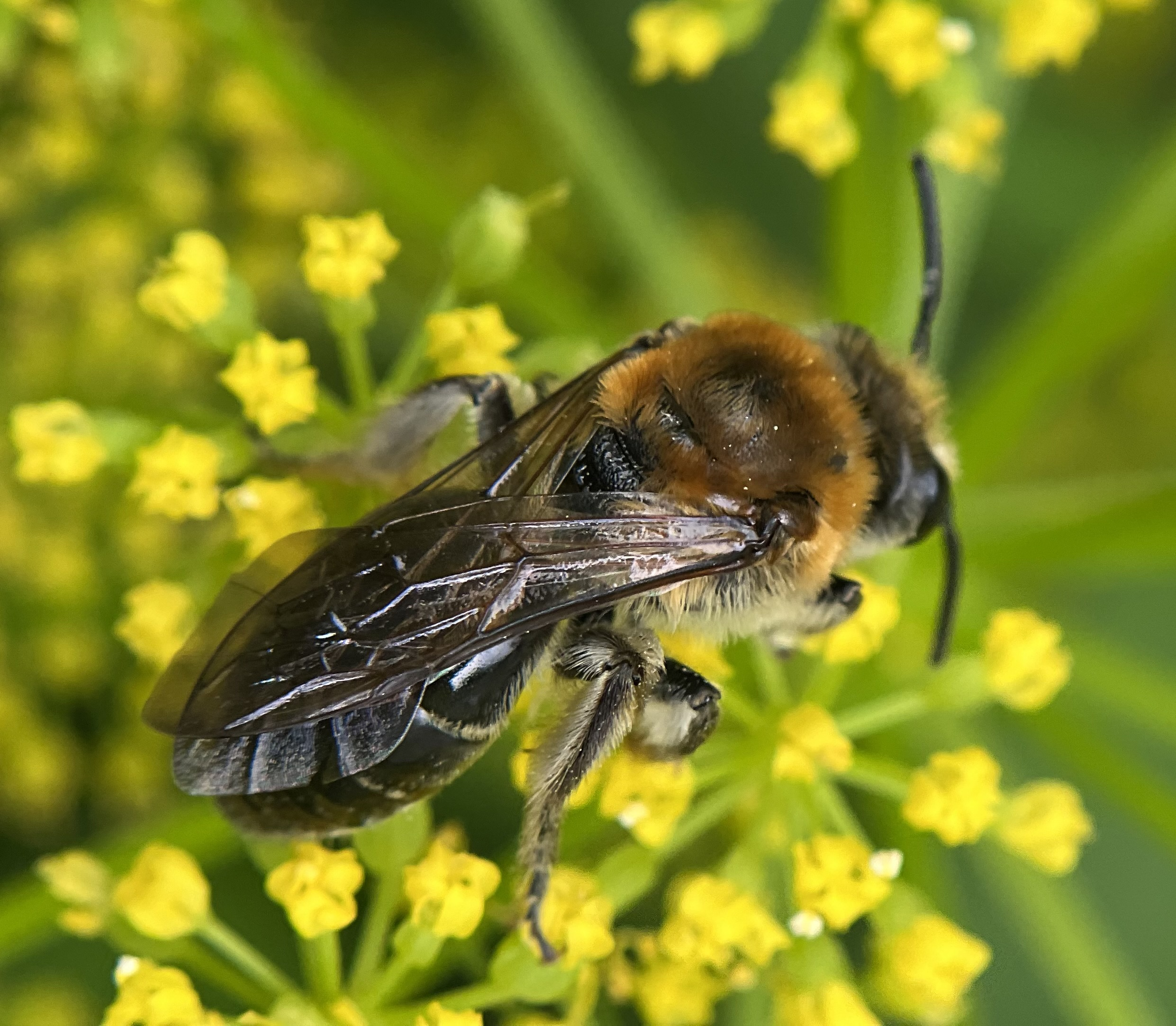
Das Sekret vieler Bienen, z. B. jenes der abgebildeten Colletes thoracius, enthält Eicosanolid

Verschiedene Arten von Bienen der Familien Halictidae und Colletidae verfügen über Makrolide in den Dufour-Drüsen. Bei der Eiablage wird daraus ein linearer, hydrophober Polyester produziert, der das Nest schützt. Oft ist Eicosanolid eine der Hauptkomponenten, obwohl auch Octadecanolid und Docosanolid, sowie bei einigen Arten Hexadecanolid und Tetracosanolid vorkommen. Bei vielen Arten der Gattungen Colletes und Lasioglossum sind Eicosanolid und Octadecanolid die mengenmäßig wichtigsten Komponenten. Auch bei den Gattungen Dialictus und Halictus kommt Eicosanolid vor. Bei der Art Lasioglossum zephyrum sind verschiedene Makrolide, darunter Eicosanolid auch wichtige Komponenten des Sexualpheromons.

## Synthese
Durch Dimerisierung von 10-Undecenal in einer Tishchenko-Reaktion mit Diisobutylaluminiumhydrid kann ein Ester gebildet werden, bei dem die Säure- und Alkoholkomponente jeweils C11-Einheiten mit terminaler Doppelbindung sind. Durch Ringschluss-Metathese und anschließende Hydrierung kann daraus Eicosanolid gewonnen werden.